# 中国工农红军第十三军
中国工农红军第十三军，简称红十三军，是中国工农红军红五军团主力部队之一。
1931年12月，原国民革命军二十六路军在江西宁都发动宁都暴动，加入红军，改编为红五军团。红十三军同时改编而成，军长董振堂、政治委员邝朱权（后何长工代）。下辖第三十七师：师长郭如岳、政治委员李涛；第三十八师师长李教泽、政治委员刘型。
1933年6月，红一方面军进行整编，取消了军一级编制，红十三军番号随之取消。